# Zaur Dakhte

Zaur Dakhte beim Internationalen Filmfestival Taschkent 2021

Zaur Dakhte (persisch زائور داخته, DMG Zaur Dakhte, russisch Заур Рустамович Дахте Saur Rustamowitsch Dachte; * 18. August 1936 in Dagestan, Sowjetunion; † 15. August 2024 in Tadschikistan) war ein sowjetisch-tadschikisch-iranischer Kameramann, Filmemacher und Fotograf.

## Leben und Werk
Zaur Dakhte wurde 1936 in Dagestan, Russische Sozialistische Föderative Sowjetrepublik, geboren. Im Alter von einem Jahr zog er mit seinen Eltern in den Iran, die Heimat seines Großvaters väterlicherseits, wo er von 1937 bis 1951 lebte. Im Iran trat sein Vater in die iranische kommunistische Tudeh-Partei des Iran ein, wo er zum Vorsitzenden der freiwilligen Volksgruppe der Tudeh-Partei gewählt wurde. Am 4. Februar 1949 kam es dann zu einem folgenschweren Attentat auf Schah Mohammad Reza Pahlavi. Einen Tag danach, während einer Sondersitzung des iranischen Parlaments, wurde nach Beschluss des Parlaments die Tudeh-Partei verboten. Um den Repressionen zu entgehen, beschloss sein Vater, zusammen mit der Familie in die UdSSR auszuwandern.
In der UdSSR wurde Zaur Dakhte zum internationalen Schulinternat Interdom geschickt, wo er 1958 seine Schulausbildung absolvierte.
1959 nahm er sein Studium am Gerassimow-Institut für Kinematographie in Moskau, oft auch als WGIK abgekürzt, im Studiengang Kamera auf. Nach seinem Studium begann er im Tadschikfilm in Duschanbe als Kameramann zu arbeiten und verbrachte den größten Teil seines Lebens in Tadschikistan. Dakhtes gesamtes kreatives Leben war mit diesem Filmstudio verbunden. Er war an der Entstehung von Dutzenden Dokumentar- und Spielfilmen beteiligt. Er war Kameramann des Films Rostam und Sohrab (1972), der nach der gleichnamigen Sage aus dem Heldenepos Schāhnāme des persischen Dichters Firdausi gedreht wurde.
Er filmte Kriegschroniken in Afghanistan, den archäologischen Fund einer Statue eines schlafenden Buddhas in Tadschikistan und die berühmte tadschikische Ballerina Malika Sobirowa.
Insgesamt hat er mehr als 600 Filme, darunter 13 Spielfilme, sowie Tausende von Fotografien produziert. Neben seiner Filmkarriere war er ein professioneller Fotograf. Dakhtes erste Fotoausstellung fand 2003 in Duschanbe statt. Später fanden seine Fotoausstellungen in der Volksrepublik China, Indien, Japan, Russland, Frankreich, Deutschland, Kasachstan, Aserbaidschan und Belarus statt.
Er starb am 15. August 2024 im Alter von 87 Jahren bei einem Autounfall, als er mit seinem Auto von Duschanbe nach Chudschand fuhr.

## Auszeichnungen
Medaille Хидмати шоиста (deutsch „Für besondere Verdienste“), Duschanbe, Tadschikistan.
Beim Internationalen Filmfestival Taschkent 2021 wurde Zaur Dachte mit einer Auszeichnung für sein Lebenswerk geehrt.

## Filmografie
- 1966: Lole
- 1969: Treffen in der alten Moschee
- 1970: Es gibt verschiedene Straßen
- 1972: Vier aus Chorsang
- 1972: Rostam und Sohrab
- 1973: Hallo, guter Mann
- 1974: Wir brauchen ein Tiger
- 1976: Tapferer Schirak
- 1977: Es war mal in der ersten Klasse